# Єпурень (Андрієшень, Ясси)
Єпурень, Єпурені (рум. Iepureni) — село у повіті Ясси в Румунії. Входить до складу комуни Андрієшень.
Село розташоване на відстані 350 км на північ від Бухареста, 40 км на північний захід від Ясс.

## Населення
За даними перепису населення 2002 року у селі проживали 90 осіб, усі — румуни. Усі жителі села рідною мовою назвали румунську.